# ヴァルデマー・クリスチャン
ヴァルデマー・クリスチャン（Valdemar Christian, greve til Slesvig og Holsten, 1622年6月26日 - 1658年2月26日）は、17世紀のデンマーク王家の成員、貴族。シュレースヴィヒ＝ホルシュタイン伯爵。クリスチャン4世王とその身分違いの2番目の妻キアステン・ムンクの間の長男。

## 生涯
母が出自の低さから王妃になれなかったため、自身も王子とは認められず、母に与えられた伯爵の称号を名乗ることとなった。父王はヴァルデマーにトーシンエ島を所領として与え、息子の居館として同島のケーアストロプ（Kærstrup）にヴァルデマー城を建設したが、ヴァルデマー自身はこの城に住むことは無かった。
1637年、後に義兄となるハンニバル・セヘステズとともに、南ネーデルラント、フランス、イタリア、イングランドを巡るグランド・ツアーに出かけた。成人すると、父王の命令で外交交渉を行うべくスウェーデンに度々派遣された。
その後、モスクワ・ロシアのツァーリ・ミハイルの長女イリナとの政略結婚が計画された。ミハイルには息子アレクセイの他に後継者となりうる男子がなく、ヴァルデマーを娘婿として迎えることで、ロマノフ朝の血統存続をより安泰にしようと考えていたと言われる。ヴァルデマーは1644年の年明けにモスクワに到着し、ロシア国民から大々的な歓迎を受けた。しかしミハイルは当初の約束を違え、ヴァルデマーにルター派から正教会への改宗を求めたため、ヴァルデマーはこれを拒否した。これに腹を立てたミハイルは縁談を取り消したうえ、ヴァルデマーを1年半ものあいだ監禁した。ミハイルが1645年7月に死去すると、ヴァルデマーはようやく帰国を許された。
帰国後も、金銭的な問題での母との係争に悩まされた。ヴァルデマーは「大洪水」に襲われるポーランドに赴き、最初は神聖ローマ皇帝フェルディナント3世の、次いでスウェーデン王カール10世グスタフの軍隊に仕官した。スウェーデン軍の一員としてシレジア地方で戦っていた最中に戦死した。

## 引用
1. ↑  この城は1678年、クリスチャン5世王により海軍提督ニールス・ユール（英語版）に戦功の褒賞として下賜されている。
2. ↑  D・ウォーンズ『ロシア皇帝歴代誌』、創元社、P84